# Dick Tracy contre La Griffe
Pour les articles homonymes, voir Dick Tracy.
Pour plus de détails, voir Fiche technique et Distribution.
Dick Tracy contre La Griffe (Dick Tracy' Dilemma) est un film américain réalisé par John Rawlins, sorti en 1947.

## Synopsis
Dick Tracy enquête sur des voleurs de manteaux de fourrure de grand valeur dont le chef Steve Michel est aussi un tueur qui porte un crochet à sa main droite...

## Fiche technique
- Titre : Dick Tracy contre La Griffe
- Titre original : Dick Tracy' Dilemma
- Réalisation : John Rawlins
- Scénario : Robert Stephen Brode, basé sur le comic strip créé par Chester Gould
- Musique : Paul Sawtell
- Directeur de la photographie : Frank Redman
- Directeurs artistiques : Albert S. D'Agostino et Lucius O. Croxton
- Décors de plateau : Darrell Silvera
- Montage : Marvin Coll
- Producteur : Herman Schlom
- Société de production et de distribution : RKO Pictures
- Genre : Film policier
- Format : Noir et blanc
- Durée : 60 minutes
- Date de sortie :
  - États-Unis : 20 mai 1947

## Distribution
- Ralph Byrd : Dick Tracy
- Kay Christopher : Tess Trueheart
- Lyle Latell : Pat Patton
- Jack Lambert : Steve "La Griffe" Michel
- Ian Keith : Vitamin Flintheart
- Bernadene Hayes : Longshot Lillie the Fence
- Jimmy Conlin : Sightless
- William B. Davidson : Peter Premium
- Tony Barrett : Sam
- Tom Keene : Fred
- Wade Crosby : le barman Jigger
- Tom London : un policier en patrouille

## Quadrilogie Dick Tracy
- Quatre films ont été produits sur le personnage par la RKO :

- 1945 : Dick Tracy
- 1946 : Dick Tracy contre Cueball
- 1947 : Dick Tracy contre le gang
- 1947 : Dick Tracy contre La Griffe